# Enfield (Sydney)
Enfield – geograficzna nazwa dzielnicy, (przedmieścia), położona na terenie samorządu lokalnego Burwood, wchodzącego w skład aglomeracji Sydney, w stanie Nowa Południowa Walia, w Australii.

## Galeria

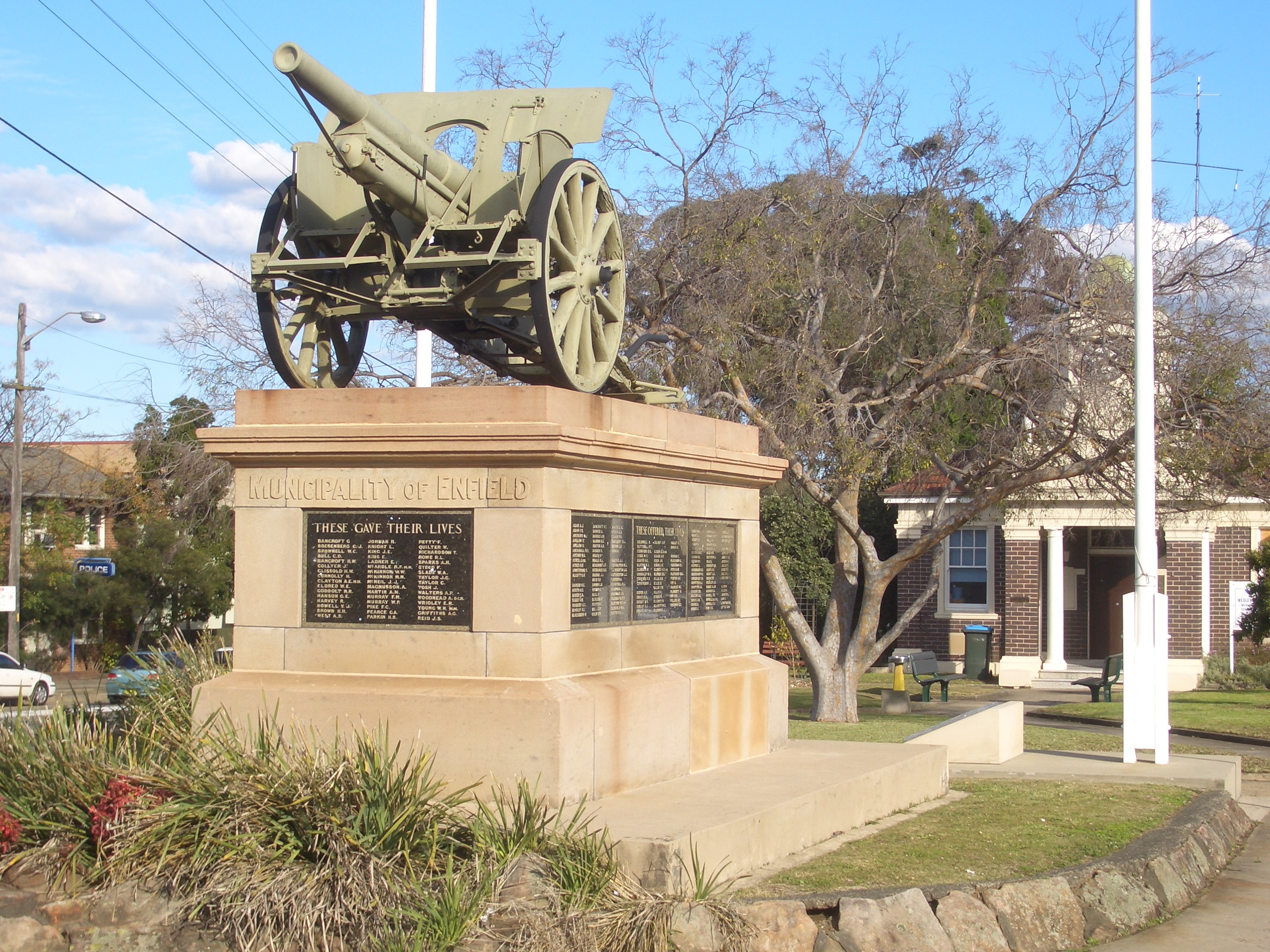
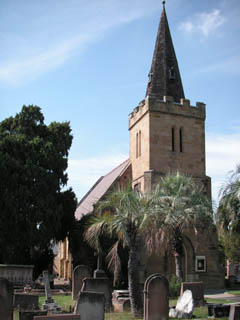
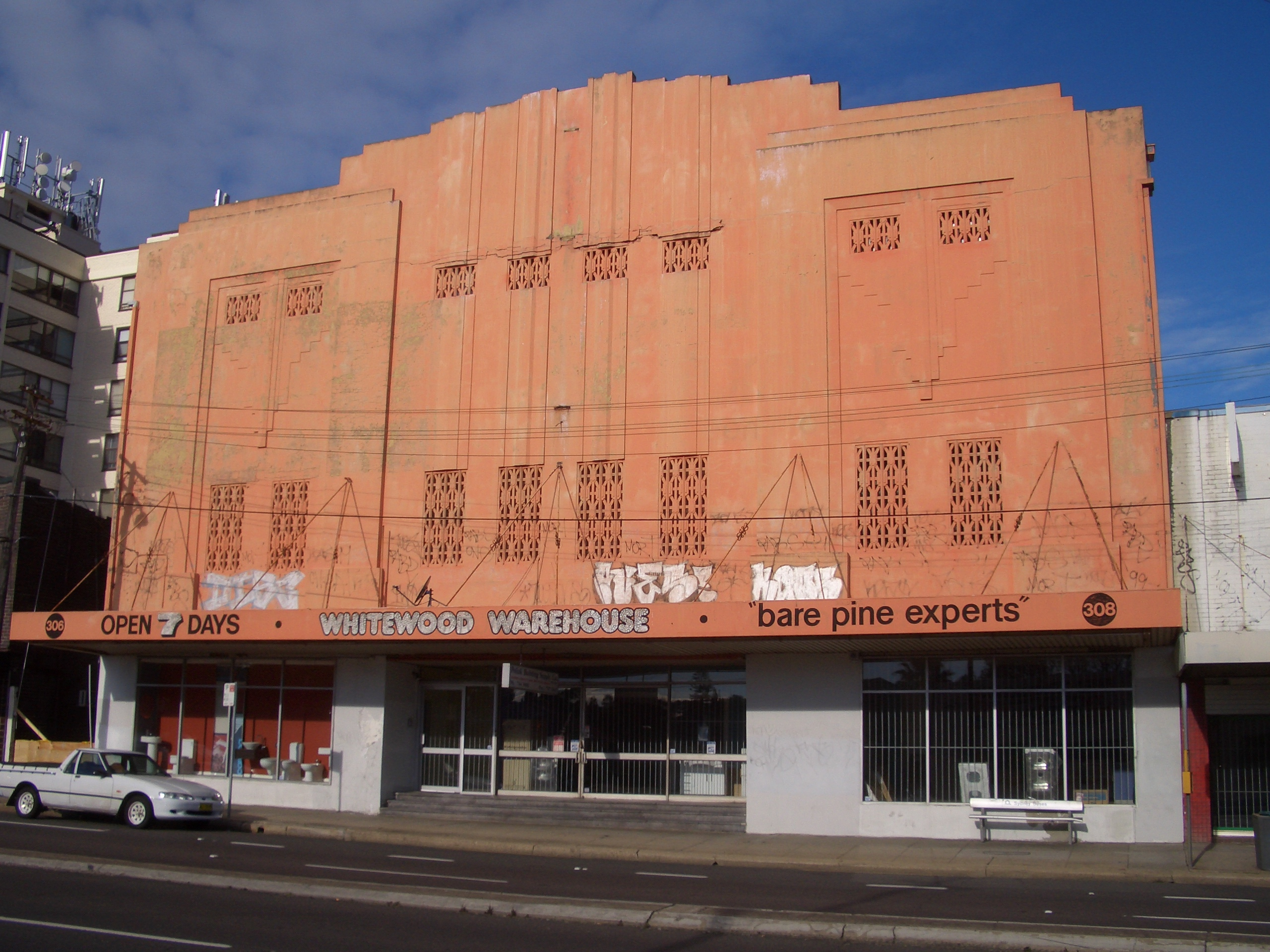